# Wereldkampioenschappen boogschieten 1967
De wereldkampioenschappen boogschieten 1967 waren door de Fédération Internationale de Tir à l'Arc (FITA) georganiseerde kampioenschappen voor boogschutters. De 24e editie van de wereldkampioenschappen vond plaats in de Nederlandse stad Amersfoort van 25 tot en met 28 juli 1967.

## Medailles

### Recurve
| Onderdeel             | Goud | Goud                                            | Zilver | Zilver                                       | Brons | Brons                                         |
| --------------------- | ---- | ----------------------------------------------- | ------ | -------------------------------------------- | ----- | --------------------------------------------- |
| Mannen (individueel)  | USA  | Ray Rogers                                      | GBR    | Ian Dixon                                    | USA   | Hardy Ward                                    |
| Mannen (team)         | USA  | A. Muller Ray Rogers Hardy Ward                 | SWE    | Anders Billström Rolf Eklund Arne Ljungqvist | GBR   | Ian Dixon Roy Matthews P. Taylor              |
| Vrouwen (individueel) | POL  | Maria Mączyńska                                 | POL    | Zofia Piskorek                               | POL   | Irena Szydłowska                              |
| Vrouwen (team)        | POL  | Maria Mączyńska Zofia Piskorek Irena Szydłowska | USA    | Maureen Bechdolt Victoria Cook Nancy Myrick  | SWE   | Irma Danielsson Sigrid Johansson Kerttu Klotz |

### Medaillespiegel
| Plaats | Land                | Goud | Zilver | Brons | Totaal |
| 1      | Polen               | 2    | 1      | 1     | 4      |
| 1      | Verenigde Staten    | 2    | 1      | 1     | 4      |
| 3      | Verenigd Koninkrijk | 0    | 1      | 1     | 2      |
| 3      | Zweden              | 0    | 1      | 1     | 2      |
| Totaal | Totaal              | 4    | 4      | 4     | 12     |